# 多賀谷三経
多賀谷 三経（たがや みつつね）は、安土桃山時代から江戸時代前期にかけての武将。結城氏の家臣。多賀谷重経の子。初名は光経（みつつね）だが、後に烏帽子親となった石田三成から一字を与えられて改名した。

## 生涯
天正6年（1578年）、常陸国下妻城城主・多賀谷重経の子として誕生。幼名は虎千代。
多賀谷氏は結城氏と佐竹氏に両属する形で勢力を保っていたが、天正18年（1590年）の小田原征伐の後、天下人となった豊臣秀吉の命令により、結城氏を相続した結城秀康に従うこととなる。これに不満を抱いた父・重経が佐竹氏と結んで離反したため、その後の調整で三経は支城の太田城を与えられて分知。父の後継には佐竹義重の子・多賀谷宣家が養子として入り、三経は事実上、多賀谷家から追放された。
互いに父親の愛情薄い三経の身の上を案じた主君・秀康から御普請与頭に任ぜられ、重く用いられた。
慶長5年（1600年）の関ヶ原の戦いでは秀康に従い、上杉家の抑えとして活動。上杉景勝の南下を防いだ功により、秀康は越前に加増転封される。三経もこれに従って越前国柿原（現福井県あわら市柿原）で3万2,000石を領し、加賀前田家や丹羽家の動きを監視する重要な地を任された。家臣団は200名ほどであり、僅かな期間の統治ではあったが、館を構えて城下町を形成し、領内に溜池をいくつも作り、農作の安定を図ったと伝わる。知行地の館とは別に、秀康の本城である北の庄城（福井城）の城下、郭内の重要な場所に、かなりの大きさの屋敷を与えられている。
慶長12年（1607年）に主君・秀康が病死すると、3ヶ月後の7月21日、その後を追うかのように病死した。享年30。

## 墓所
戒名は「黔宗祥堅居士」。

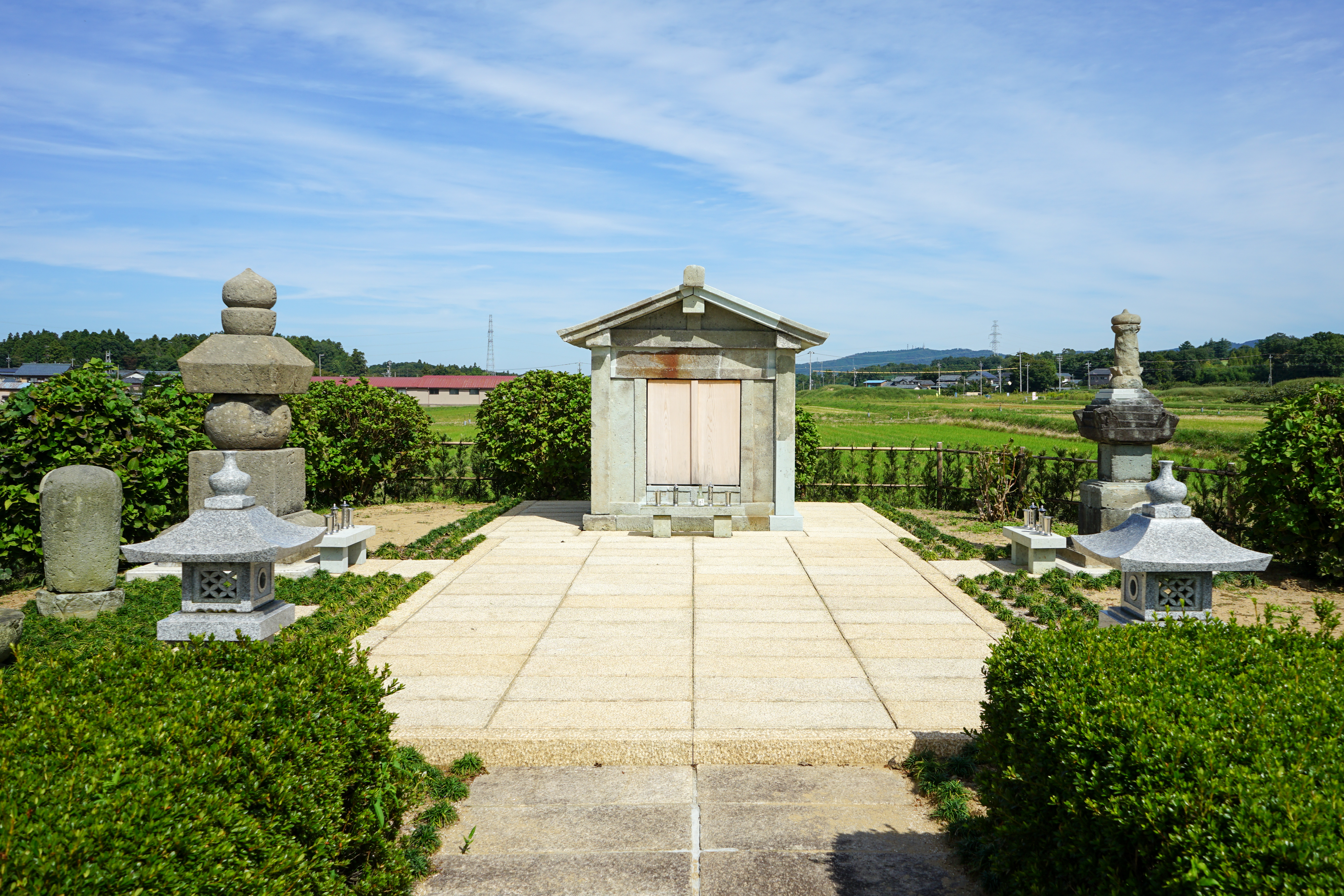
多賀谷三経の墓（福井県あわら市柿原）

火葬して埋葬されたと伝わる墓所は旧領地である柿原に存在する。石廟が存在したが、昭和23年（1948年）の福井大地震で倒壊した。昭和63年（1988年）から本格的な調査と復元が行われ、平成3年（1991年）に復元が完了した。この際、地下から骨壺が発見され、富山医科薬科大学の調査で三経のものと同定された。菩提寺の専教寺で法要が行われ、再度埋葬された。